# Mount Barré
Mount Barré ist ein vereister, pyramidenförmiger und 2195 m hoher Berg im Süden der westantarktischen Adelaide-Insel westlich der Antarktischen Halbinsel. Er ragt 3 km nordöstlich des Mount Gaudry in der Princess Royal Range auf.
Entdeckt und vermessen wurde der Berg 1909 bei der Fünften Französischen Antarktisexpedition (1908–1910) unter der Leitung des Polarforschers Jean-Baptiste Charcot. 1948 nahm der Falkland Islands Dependencies Survey eine erneute Vermessung vor. Das UK Antarctic Place-Names Committee benannte den Berg nach Michel Barré (* 1919), Leiter einer französischen Antarktisexpedition (1950–1952) zur Küste des ostantarktischen Adélielands.